# Horobriv, Sokal
Horobriv (în ucraineană Хоробрів) este localitatea de reședință a comunei Horobriv din raionul Sokal, regiunea Liov, Ucraina.

## Demografie
Componența lingvistică a localității Horobriv
     Ucraineană (99,63%)
     Alte limbi (0,36%)
Conform recensământului din 2001, majoritatea populației localității Horobriv era vorbitoare de ucraineană (99,63%), existând în minoritate și vorbitori de alte limbi.